# Enzesfeld
Enzesfeld ist ein Ort und eine Katastralgemeinde in der Marktgemeinde Enzesfeld-Lindabrunn im Bezirk Baden in Niederösterreich.

## Geografie
Das ehemalige Straßendorf liegt am Ausgang des Triestingtales in das Steinfeld südlich von Hirtenberg. Zur Ortschaft zählt auch der Julienhof und weitere Einzellagen. Am 1. Jänner 2022 umfasste der Ort 3482 Einwohner.

## Geschichte
Der Ort wurde um 1130 urkundlich genannt. 1482 entstanden durch Matthias Corvinus schwere Zerstörungen, 1683 durch den Türkenkrieg.
1590 als Markt bezeichnet ist man später davon abgekommen. 1938 erfolgte die Erhebung zu einem Markt.
1905 gründete der Industrielle Anton Keller eine Metallwaren- und Munitionsfabrik, 1938 umgewandelt in die Enzesfelder Metallwaren AG, seit 1961 Enzesfeld-Caro Metallwerke AG.
Laut Adressbuch von Österreich waren im Jahr 1938 in der Ortsgemeinde Enzesfeld zwei Bäcker, eine Bierniederlage, zwei Brennstoffhändler, drei Fleischer, drei Friseure, zwei Fuhrwerker, ein Gärtner, fünf Gastwirte, fünf Gemischtwarenhändler, eine Hebamme, ein  Maler, ein Mechaniker, zwei Milchhandlungen, ein Sattler, ein Schmied, ein Schneider, drei Schuster, ein Trafikant, ein Trödler, ein Zuckerbäcker und einige Landwirte ansässig. Weiters gab es im Ort die Kreditkasse für Handel, Gewerbe und Landwirtschaft für Enzesfeld u. Umgebung, ein Elektrizitätswerk der Gemeinde, die Enzesfelder Metallwerke AG und einen Arbeiter-Konsumverein.

## Verbauung
Entlang der Schloßstraße als ältestem Straßenzug bestand ursprünglich eine giebelständige dörfliche Verbauung mit Haken- und Dreiseithöfen, welche im 19. Jahrhundert durch Zu- und Neubauten unterschiedlich verändert wurde. Im 20. Jahrhundert erfolgte eine rasche Vergrößerung des Ortes durch Arbeitersiedlungen und Einfamilienwohnhäuser.

## Öffentliche Einrichtungen
In Enzesfeld befindet sich ein Kindergarten und eine Volksschule.

## Kultur und Sehenswürdigkeiten

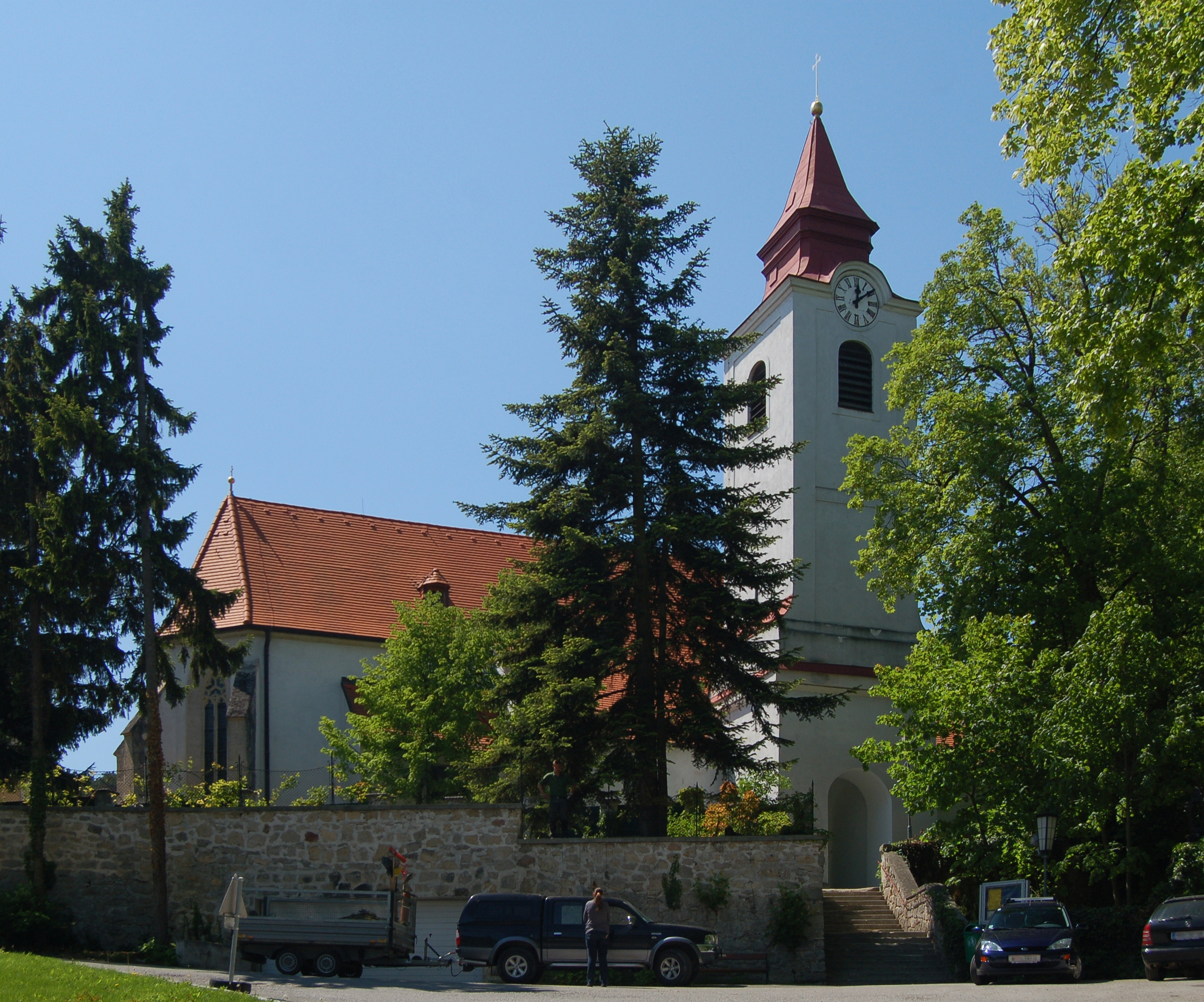
Pfarrkirche Enzesfeld

- Schloss Enzesfeld mit Meierei und Forstamt
- Katholische Pfarrkirche Enzesfeld hl. Margareta
- Ehemaliges Bürgerspital und ehemalige Spitalskirche